# Institut de Cultura Porto-riquenya
L'Institut de Cultura Porto-riquenya (castellà: Instituto de Cultura Puertorriqueña, abreujat ICP), és una institució del Govern de Puerto Rico responsable per l'establiment de les polítiques necesàries per l'estudi, la conservació, promoció i difússió dels valors culturals de Puerto Rico. Des d'octubre de 1992, la seva seu esta localitzada a l'antic lloc colonial espanyol «Asilo de Beneficencia» al Vell San Juan. L'ICP va ser fundat per l'historiador i arqueòleg porto-riqueny Ricardo Alegría Gallardo (1921-2011) i creat per la Llei 89 del 21 de juny de 1955, encara que va començar el novembre d'aquell any. El seu primer Director Executiu fou Ricardo Alegría. El 2016 disposaba d'un pressupost de 19,5 milions de dolars per la seva gestió.

## Museus
L'Institut opera diferents museus per tota l'illa:
Ponce
- «Casa Armstrong Poventud»
- «Casa de la Masacre de Ponce»
- «Casa Wiechers-Villaronga»
- «Museo de la Música Puertorriqueña»

San Juan:
- «Casa de la Familia Puertorriqueña del Siglo XIX»
- «Fortín de San Gerónimo del Boquerón»
- «Museo Casa Blanca»
- «Museo de la Farmacia»
- «Museo de Nuestra Raíz Africana»

Barranquitas:
- «Casa Luis Muñoz Rivera»
- «Mausoleo Luis Muñoz Rivera»

Així com el «Fuerte Conde Mirasol» a Vieques, la «Casa Jesús T. Piñero» a Canóvanas, la «Casa Cautiño» a Guayama, el «Museo de Arte Religioso Santo Domingo de Porta Coeli» a San Germán, el «Museo José Celso Barbosa» a Bayamón, el «Museo y Parque Histórico Ruinas de Caparra» a Guaynabo i el «Centro Ceremonial Indígena de Caguana» a Utuado
L'Institut també posseeix altres propietats incloent-hi el Centro Cultural de Ponce Carmen Solá de Pereira.